# Segmento E
O segmento E é uma categoria de classificação dos automóveis. É a 5ª categoria dos segmentos europeus para automóveis de passeio, sendo a dos executivos.
A maioria dos carros do segmento E são sedãs, no entanto, vários modelos também são produzidos em outros estilos de carroceria, como peruas e hatchbacks.
No Brasil, automóveis modernos do segmento D, E e F são classificados como de porte grande. Os automóveis antigos do segmento E, como o Opala, o Alfa Romeo 2300 e o Omega, também são classificados como grandes. As picapes do segmento E e F são classificadas no Brasil como de porte grande.

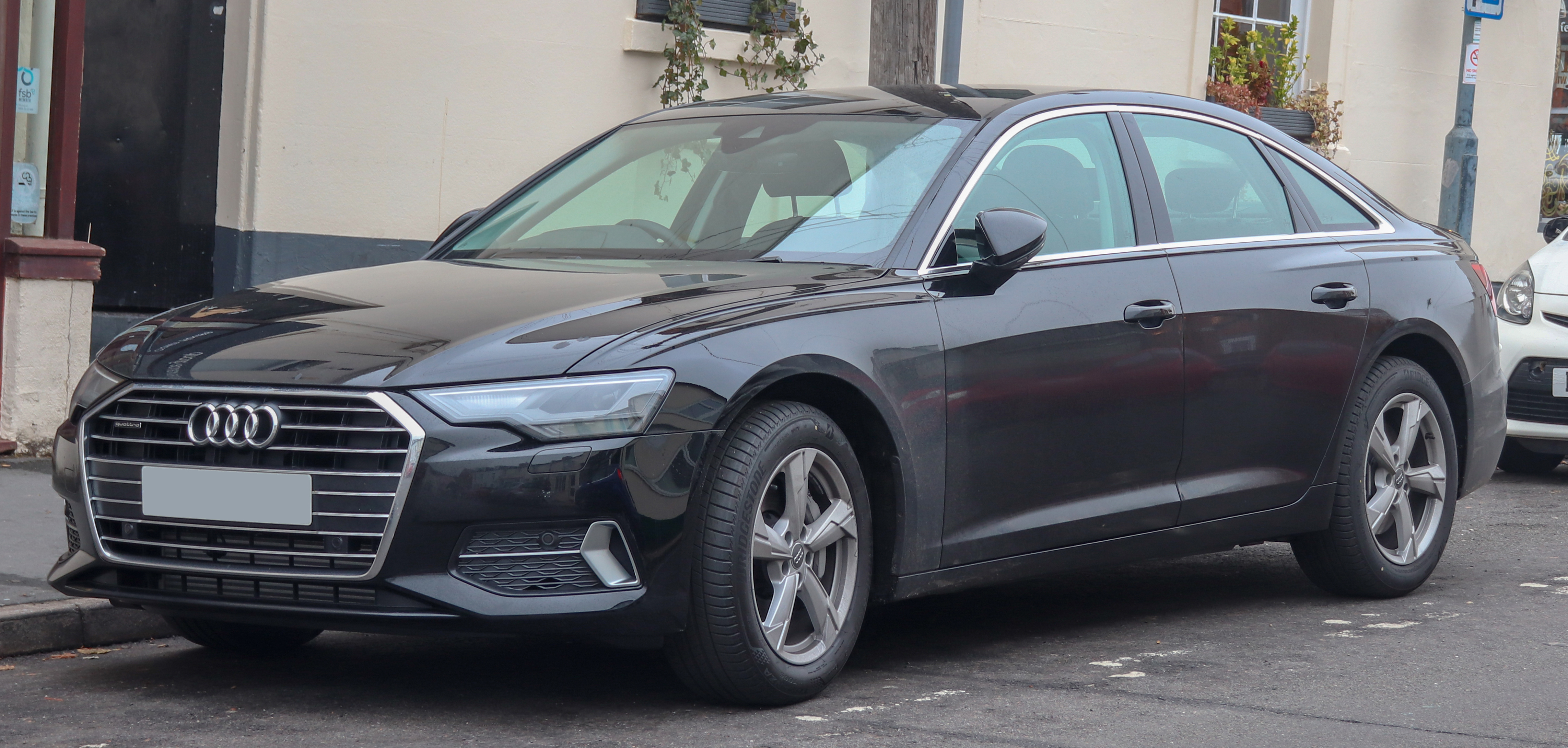
Audi A6
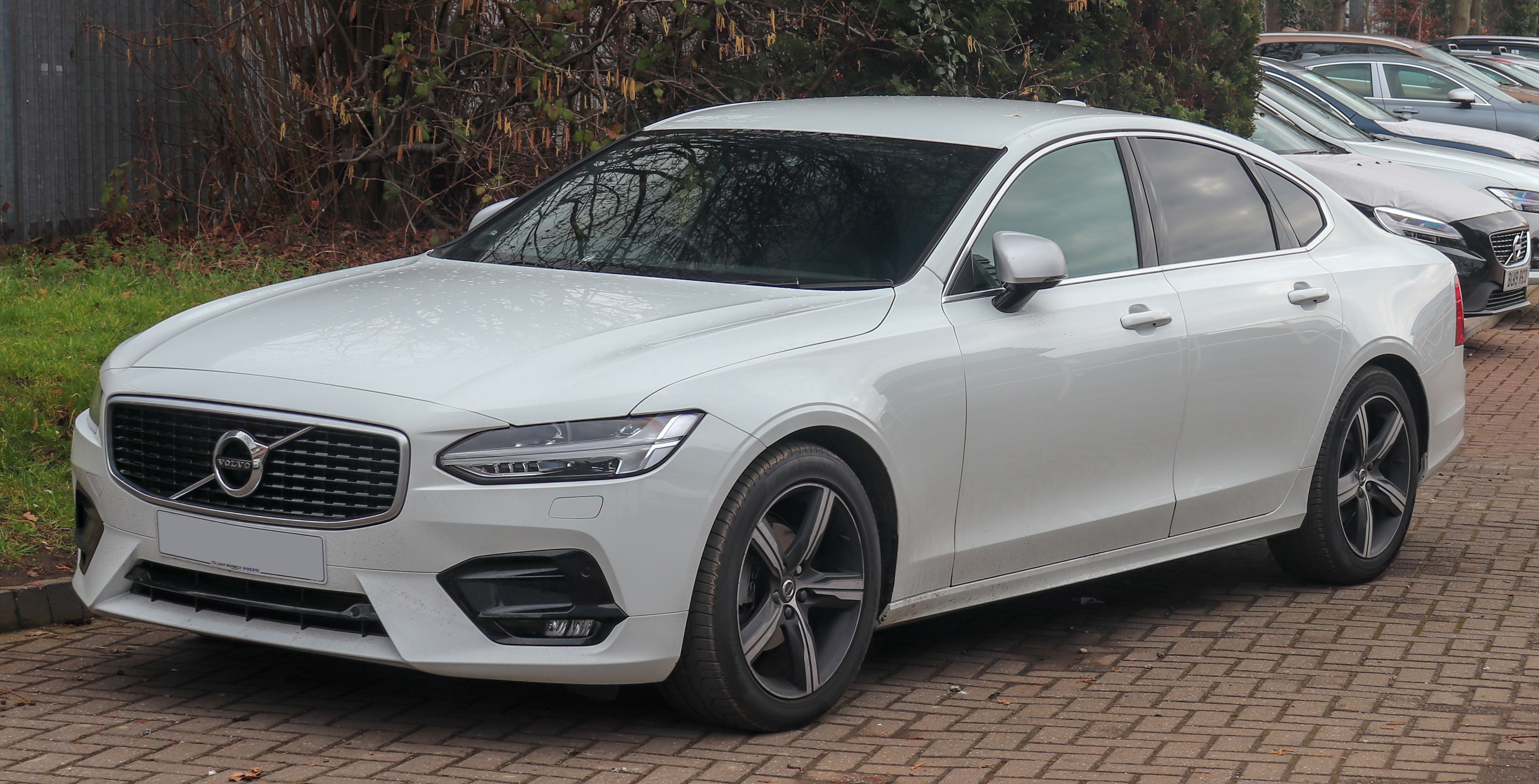
Volvo S90
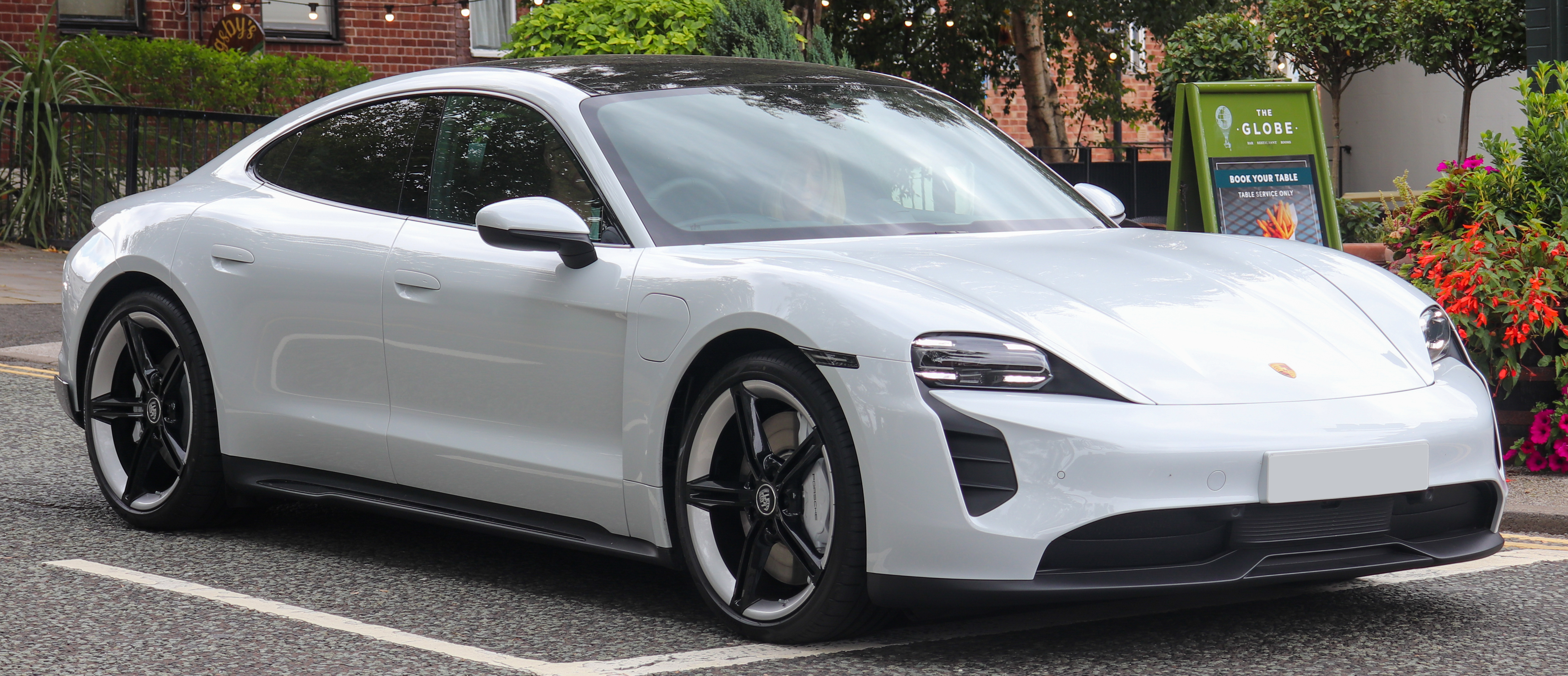
Porsche Taycan
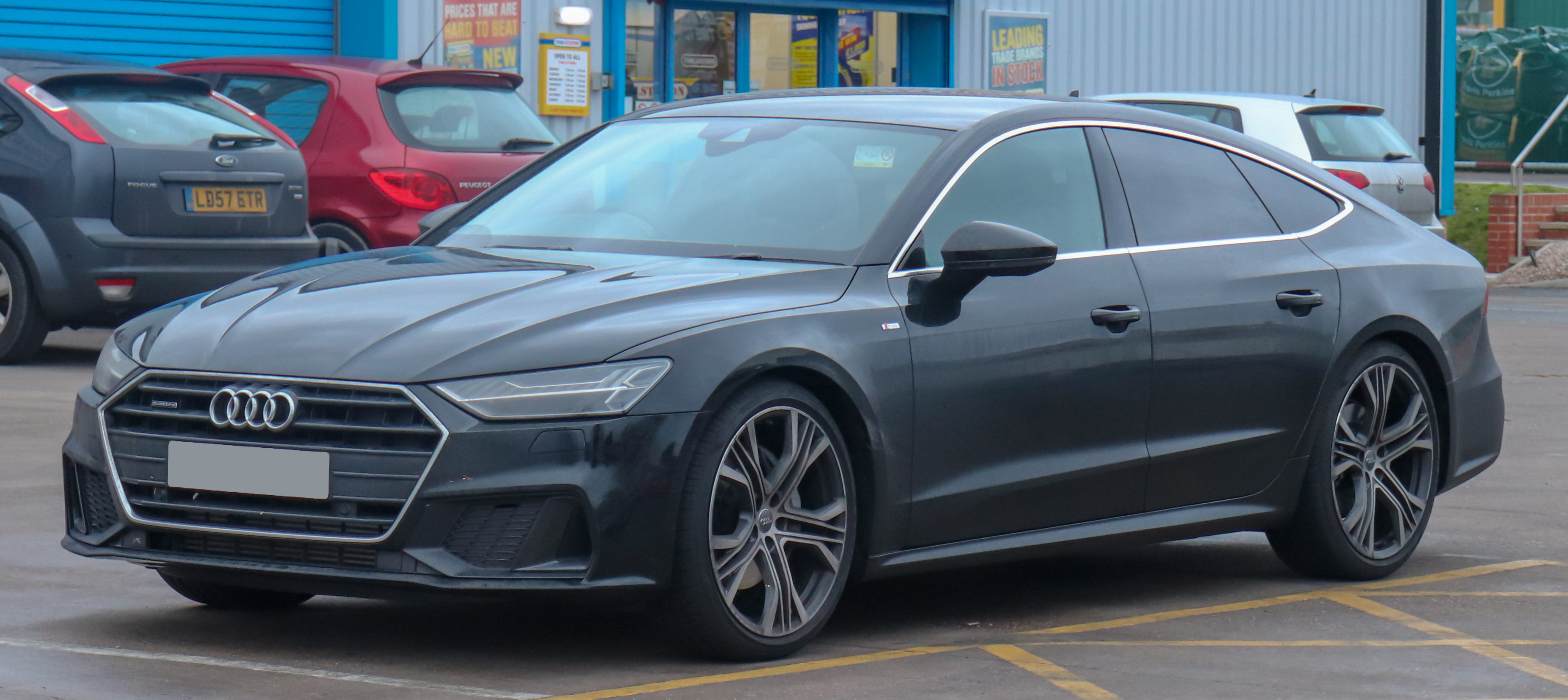
Audi A7
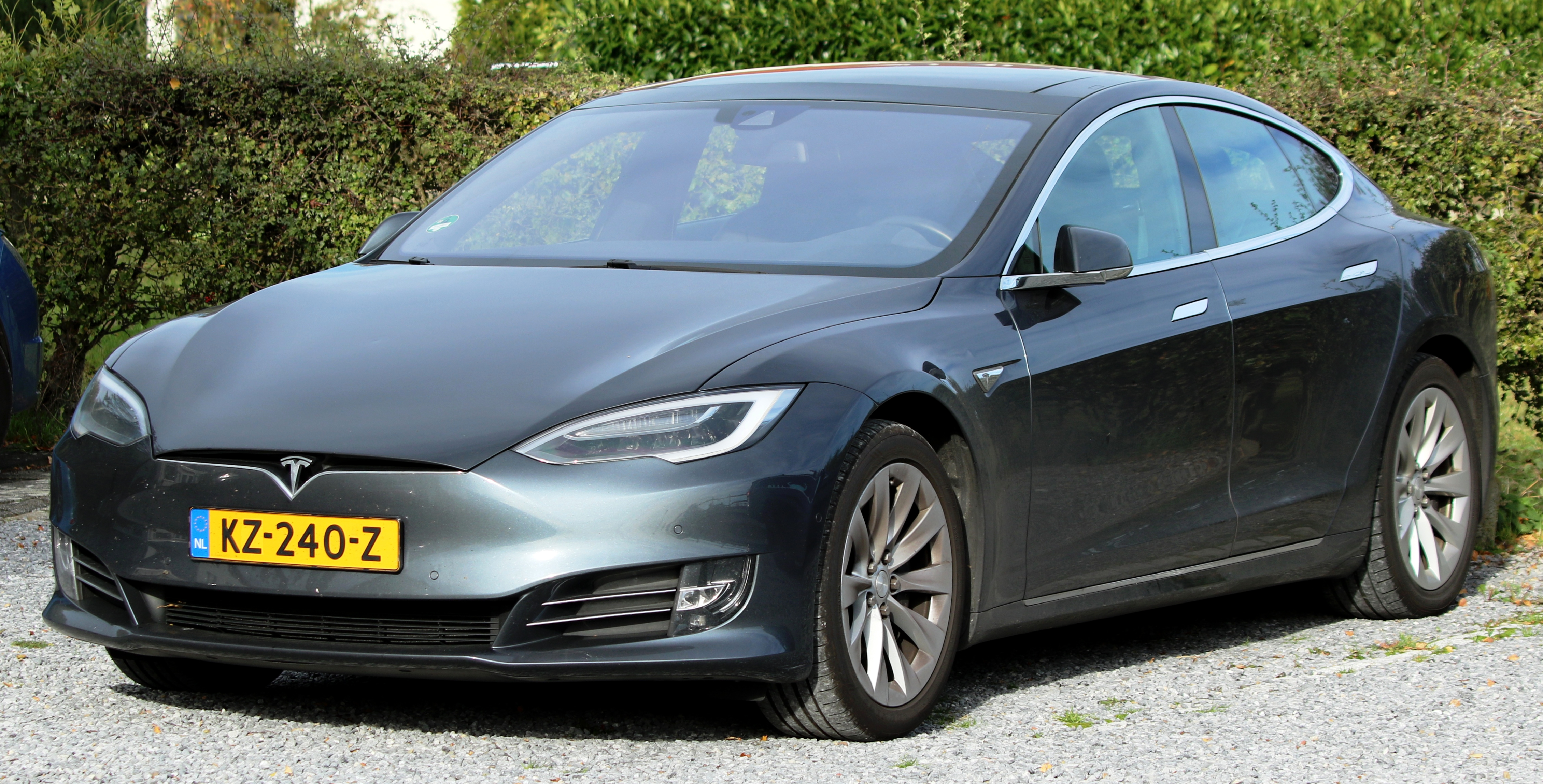
Tesla Model S
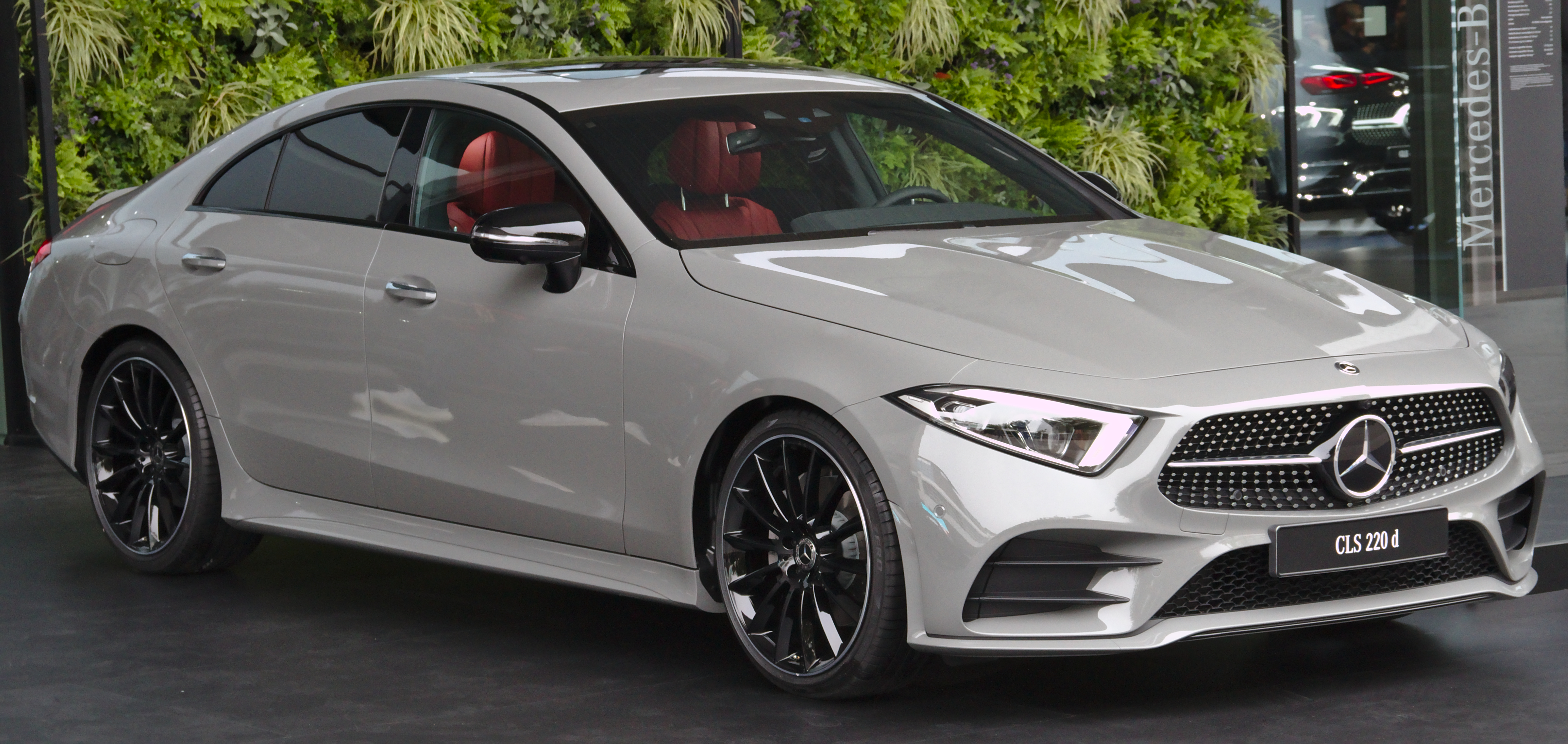
Mercedes-Benz Classe CLS
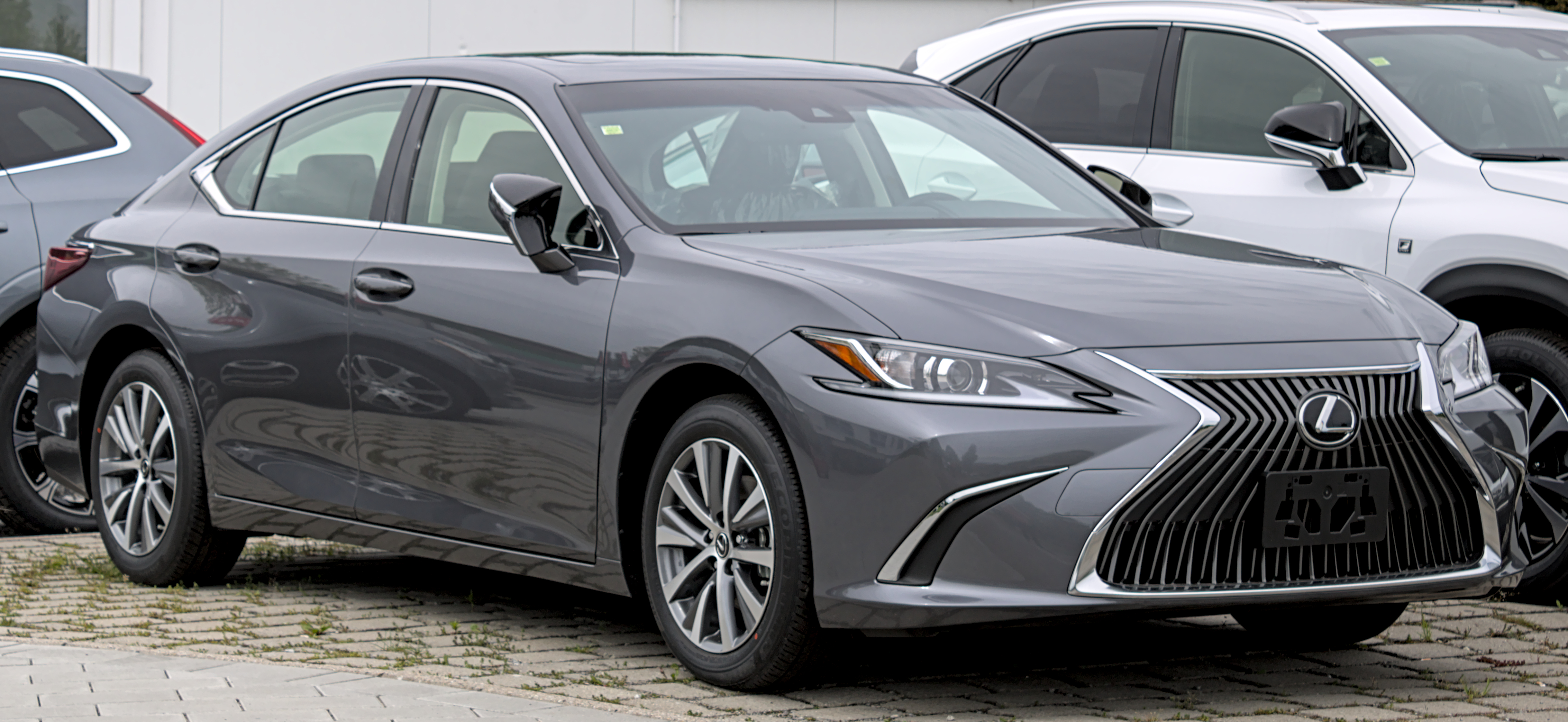
Lexus ES
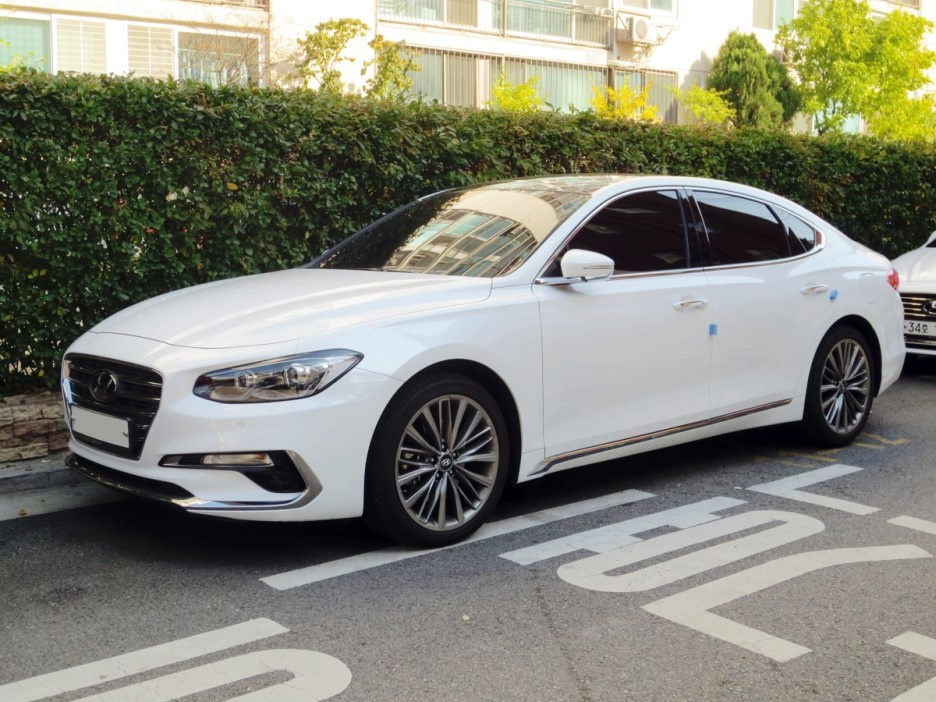
Hyundai Azera

## Características
A maioria dos carros do segmento E são sedãs, no entanto, vários modelos também são produzidos em outros estilos de carroceria, como peruas/carrinhas e hatchbacks.